# Lillooet
Lillooet è una municipalità distrettuale del Canada, situata in Columbia Britannica, nel distretto regionale di Squamish-Lillooet.